# Ростсельмаш (литературное объединение)
Литературное объединение «Ростсельмаш» — старейшее ростовское литературное объединение, созданное в 1928 году.
Объединение считается[кем?] одним из самых ярких литературных производственных объединений в Ростове-на-Дону, СССР. Родилось и функционировало в рамках деятельности газеты «Ростсельмашевец».

## История
Литературное объединение создано одновременно с началом строительства самого предприятия, тогда — «Сельмашстроя», 28 октября 1928 года. А начиналось всё с агитбригады, которой руководил рабочий-фрезеровщик Анатолий Софронов. Впоследствии агитбригада превратилась в литгруппу при газете «Сельмашстроевец», — так называлась в то время газета «Ростсельмашевец».
Строители завода начали писать очерки, стихи и рассказы. В литературную группу входили Илья Котенко, Пётр Симонов, Константин Прийма, Дмитрий Евтушенко и др. Они собирались на занятия под руководством Ростовской писательской организации, их наставниками были Владимир Фоменко, Ашот Гернакерьян, Иван Ковалевский и другие прозаики и поэты.
К группе приезжали писатели из Москвы: Мариэтта Шагинян, Степан Щипачёв, Николай Асанов, Максим Горький.
Выходцы из группы: А. Софронов (редактор журнала «Огонёк»), Б. Примеров и П. Вегин.
Членами Союза писателей стали поэты Д. Долинский, В. Фролов (руководитель Ростовской писательской организации), И. Кудрявцев, А. Гриценко, прозаик А. Геращенко, сатирик Б. Козлов.
Несколько членов заводской литгруппы погибло в годы Великой Отечественной войны.
28 октября 1958 года литературное объединение «Ростсельмаш» торжественно отметило свой 30-летний юбилей. Поздравить коллег из Москвы приехали один из основателей коллектива, поэт и драматург Анатолий Софронов, а также писатель Всеволод Кочетов.
Даниилом Долинским и Иваном Лесным была создана сатирическая газета «Соломотряс», где высмеивались недостатки и проступки некоторых работников «Ростсельмаша».
В 1961 году совместно с областным отделением Союза писателей был проведен первый на заводе День поэзии, в котором приняли участие В. Жак, И. Ковалевский, Л. Шемшелевич, Д. Долинский, С. Сергеев, А. Гриценко и др. Одновременно был организован книжный базар и выставки «Больше поэтов хороших и разных» и «Твой любимый поэт».
Литературную группу в разное время посещали Борис Примеров, Пётр Вегин, Владимир Фролов, Игорь Кудрявцев, Анатолий Гриценко, Антон Геращенко, Константин Бобошко, Борис Бутурлимов, Владимир Городецкий. Позднее пришли Виктор Выборов, Вадим Небратенко, Юрий Иванов, Любовь Чернова, Анатолий Капля, Павел Малов, Артём Иванов. Многие из них впоследствии стали профессиональными поэтами, журналистами, работниками радиовещания, окончили факультет журналистики РГУ или московский Литературный институт.
Были среди литгрупповцев и ударники производства. Так прозаик Юрий Иванов, он же старший формовочного агрегата цеха Серого чугуна, в 1974 году совершил Всесоюзный рекорд, изготовив за смену 848 форм. Об этом рекорде писала газета «Ростсельмашевец» и другие ростовские издания, очерк об этом достижении молодого рабочего был помещён в книге «Арсенал степных кораблей».
В конце 80-х годов основное направление деятельности литераторов было выступление перед рабочими в цехах завода-гиганта, а также в школах, вузах и подшефных воинских частях Ростова. Творчество ростсельмашевских поэтов широко представляла на своих страницах ведомственная газета «Ростсельмашевец», благодаря тесному сотрудничеству с её редактором Владимиром Дядюшенко. Там же, при редакции газеты, и проходили собрания литгруппы.
Состав коллектива в 2000-х резко изменился, на смену писателям заводчанам пришли люди разных профессий, молодёжь из вузов, интеллигенция. Занятия литгруппы активно посещали Н. Шанин, А. Сокол, Е. Панаева, И. Латышева, П. Толченов, А. Донсков-Артёмов, С. Буряченко, Л. Мелас и другие. Связь с «Ростсельмашем» оказалась потерянной и литературная группа стала собираться на занятия в библиотеке имени Лермонтова на 2-м посёлке Орджоникидзе. Помимо всего, появилась и новая форма участия в жизни литературного сообщества — заочная. В литобъедение вошли барды и музыканты: Елена Егорова (Рыбальченко), Лариса Лаухина-Шевченко, Елена Пушкаренко. Шло сотрудничество с литобъединениями «Дон», «Созвучие», «Окраина», «Встреча».
1 октября 2003 года литгруппа «Ростсельмаш» повысила свой статус и стала литобъединением. Работник библиотеки им. Лермонтова, Елена Панаева создала при библиотеке детский литературный клуб «Слово», который является составной частью литературного сообщества «Ростсельмаш». Начинающие литераторы из клуба «Слово» проявили себя активным участием в Ростовских городских фестивалях поэзии, проходивших в Лендворце, их стихи печатались на страницах литературного журнала «Вдохновение».
Многие участники литколлектива имеют уже по несколько изданных сборников стихов, рассказов, афоризмов, а Надежда Дедяева и руководитель литобъединения Павел Бойчевский (Малов)— авторы многих романов и повестей.
В 2021 году группа проводила собрания в библиотеке имени М. Ю. Лермонтова.

## Сборники
В 1932 году, в московском издательстве «Художественная литература» вышел сборник «О самом главном», в котором были напечатаны рассказы, стихи и очерки членов литературной группы «Ростсельмаша», а также небольшая книжечка стихов «Рост» в приложении к журналу «Смена», где были стихи А. Софронова, Д. Евтушенко и И. Котенко. В том же 1932 году в «Профиздате» была выпущена книжка очерков об ударниках завода «Ростсельмаш» под названием «Бригады показывают пример».
В 1977 году Ростовским книжным издательством был издан коллективный сборник стихов молодых поэтов «Ростсельмаша» «Четвёртая смена». Туда вошли произведения поэтов Владимира Фролова, Игоря Кудрявцева, Виктора Пожидаева, Юрия Фадеева, Нарцисса Шанина, Николая Донцова, Александры Котляровой, сатирика Бориса Козлова, баснописца Ивана Лесного и многих других.
В 2000 году за счёт средств авторов был издан коллективный сборник стихов «У огонька», посвящённый 70-летию литературной группы при газете «Ростсельмашевец». К 75-летию газеты «Ростсельмашевец», при активном участии редактора газеты В. С. Дядюшенко, был издан сборник «Синедонье», где были напечатаны стихи широко известных поэтов, членов Союза писателей А. Софронова, Д. Долинского, В. Фролова, А. Гриценко, И. Кудрявцева, Р. Харченко, а также произведения не профессиональных литераторов Н. Шанина, А. Иванова, П. Малова, Т. Нижельской, Ю. Иванова, С. Репиной, Е. Панаевой, А. Хрусталёва, И. Латышевой, Е. Егоровой, Л. Меласа, Н. Дедяевой, А. Донскова, Я. Нафтулина и др. Завершали книгу произведения самого редактора и составителя Владимира Стефановича Дядюшенко.
К 75-летию газеты «РСМ» в 2004 г. руководство «Ростсельмаша» помогло выпустить коллективный сборник произведений заводских литераторов «Синедонье».
В 2011 году к столетию со дня рождения поэта, основателя сообщества рабочих писателей Анатолия Владимировича Софронова вышел очередной коллективный сборник литобъединения «Ростсельмаш» «Мы жили в этом городе…», выпущенный ЦБС при активной поддержке ОАО «Ростовкнига».

## Руководители
Самые заметные руководители литгруппы: Анатолий Софронов, Андрей Худяков, Иван Ковалевский, Эдуард Барсуков, Даниил Долинский, Владимир Фролов, Иван Лесной.
С 1961 года литературную группу при газете «Ростсельмашевец» возглавил поэт, драматург Рудольф Харченко.
В конце 1980-х годов литгруппу «Ростсельмаша» возглавил рабочий цеха Серого чугуна поэт и прозаик Артём Иванов.
Артём Александрович Иванов руководил коллективом до своей трагической гибели в январе 2002 года. Его заместителем с 2001 года стал старейший участник коллектива, поэт, прозаик и сатирик Павел Бойчевский (Малов), к тому времени закончивший Литературный институт им. А. М. Горького в Москве, имевший опыт работы в редакции районной газеты, в журналах «Орфей», «Солянка» и в различных издательствах. С 2002 г. он является руководителем литературного сообщества, а также редактором литературно-художественного журнала «Вдохновение».

## Известные писатели, вышедшие из литобъединения «Ростсельмаш»
| - Анатолий Софронов (поэт, прозаик, драматург), - Даниил Долинский (поэт, переводчик), - Рудольф Харченко (драматург, поэт), - Константин Прийма (прозаик), - Борис Примеров (поэт), - Пётр Вегин (поэт), - Владимир Фролов (поэт), - Игорь Кудрявцев (поэт), - Анатолий Гриценко (поэт), | - Антон Геращенко (прозаик), - Борис Козлов (поэт-сатирик), - Иван Лесной (баснописец, поэт), - Илья Котенко (прозаик), - Владимир Фоменко (очеркист, прозаик), - Ашот Гарнакерьян (поэт), - Иван Ковалевский (поэт), - Эдуард Барсуков (поэт), - Виктор Пожидаев (прозаик). |